# غزة بعيونهن (فلم)
غزة بعيونهن فيلم وثائقي قصيرمدته 20 دقيقة، للمخرجة الفلسطينية مي عودة وريهام غزالي. تم إنتاج الفيلم في العام 2017، بدعم من مؤسسة روزا لوكسمبورغ، التي هدفت من خلال هذا المشروع إلى تقديم نظرة مغايرة لحياة النساء في غزة. حصل الفيلم على جائزة التانيت البرونزي عن فئة الأفلام الوثائقية القصيرة في مهرجان قرطاج السينمائي الدولي، حيث أثنى النقاد على النظرة الحميمة للمرأة الغزية التي قدمها الفيلم، والتي تبرز قوتها وصمودها في مواجهة التحديات.

## فكرة الفيلم
يقدم فيلم "غزة بعيونهن" رؤية مختلفة لواقع المرأة الفلسطينية في قطاع غزة، حيث يركز على قصص نجاح لأربع نساء استطعن كسر الصورة النمطية السائدة عن المرأة في غزة، تلك التي تظهرها كضحية أو تابع للرجل. بدلاً من ذلك، يعرض الفيلم طاقات إيجابية تبرز من وسط الدمار، ويروي الفيلم حكايات أربع نساء الأولى أنجبت طفلاً خلال الحرب على القطاع في عام 2014، والثانية ناشطة نسوية تغلبت على مرض السرطان، بينما الثالثة مصممة أزياء كسرت القيود المجتمعية المفروضة عليها، والأخيرة شابة تمتلك موهبة الغناء وتسعى لتطوير قدراتها في هذا المجال. كل منهن تسعى بطريقتها الخاصة لتحقيق التغيير وترك بصمة إيجابية في مجتمعها.